# Pseudoscabiosa saxatilis
Pseudoscabiosa saxatilis är en tvåhjärtbladig växtart som först beskrevs av Antonio José Cavanilles, och fick sitt nu gällande namn av J.A. Devesa. Pseudoscabiosa saxatilis ingår i släktet Pseudoscabiosa och familjen Dipsacaceae. Inga underarter finns listade i Catalogue of Life.